# Amos du Plooy
Abraham Johannes Jacobus du Plooy, detto Amos (Douglas, 31 maggio 1921 – Tornhill, 17 maggio 1980), è stato un rugbista a 15, allenatore di rugby a 15 e dirigente sportivo sudafricano, già pilone in carriera agonistica e noto per essere stato consulente tecnico della nazionale italiana nel 1973.

## Biografia
Laureato in matematica e pilone del Crusaders RFC, rappresentò la provincia di Eastern Province, di cui in seguito divenne capitano, in più di 100 occasioni e, il 6 agosto 1955, fu schierato per la prima e unica volta per il Sudafrica in occasione di un test match contro i British Lions in tour.
A tutto il 2018 quell’incontro, disputato a 34 anni e 67 giorni d’età, rende du Plooy il terzo esordiente sudafricano più anziano a livello internazionale.
Dopo la fine della carriera sportiva passò a quella tecnica e direttiva, prima come allenatore e successivamente come dirigente responsabile dei selezionatori di Eastern Province.
Nel 1973 fu messo a disposizione del presidente della Federazione Italiana Rugby Sergio Luzzi-Conti affinché collaborasse all’organizzazione di una spedizione in Africa australe; il ruolo di du Plooy non si limitò solo a quello di intermediario per conto degli italiani presso la sua federazione, ma anche di loro consulente tecnico benché l’incarico formale di C.T. fosse di Gianni Villa, nonché di responsabile atletico, avendone curato la preparazione in vista degli impegni molto dispendiosi dal punto di vista fisico contro i più prestanti giocatori sudafricani; il tour, in cui un’inesperta Italia vinse una partita sulle nove previste, costituì tuttavia, a posteriori, una base di partenza su cui costruire un alto profilo internazionale.
Morì a 58 anni nel maggio 1980 a Tornhill, frazione di Vaughan, città canadese dell’Ontario.